# Gojam occidentale
Gojam occidentale è una delle zone amministrative in cui è suddivisa la Regione degli Amara in Etiopia.

## Woreda
La zona è composta da 10 woreda:
- Achefer
- Adet
- Bahir Dar Zuria
- Bure Wemberma
- Dega Damot
- Dembecha
- Jabi Tehnan
- Kuarit
- Merawi
- Sekela